# لغة

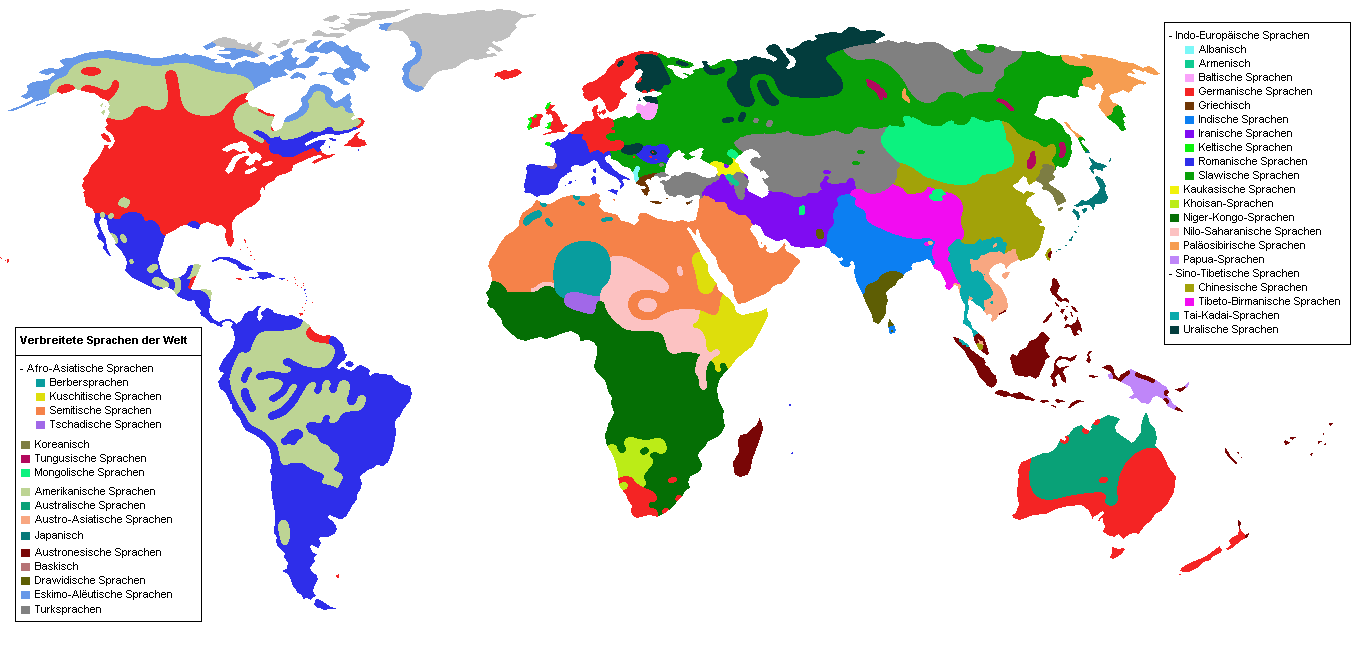
لغات العالم

لغات الرسمیة العالم

اللغة هي نسق من الإشارات والرموز، تشكل أداة من أدوات المعرفة، وتعتبر اللغة أهم وسائل التفاهم والاحتكاك بين أفراد المجتمع في جميع ميادين الحياة. وبدون اللغة يتعذر نشاط الناس المعرفي. ترتبط اللغة بالتفكير ارتباطًا وثيقًا؛ فأفكار الإنسان تصاغ دومًا في قالب لغوي، حتى في حال تفكيره الباطني. ومن خلال اللغة تحصل الفكرة فقط على وجودها الواقعي. كما ترمز اللغة إلى الأشياء المنعكسة فيها، فاللغة هي القدرة على اكتساب واستخدام نظام معقد للتواصل وخاصة قدرة الإنسان على القيام بذلك، واللغة هي أحد الأمثلة المحددة من هذا النظام، وتسمى الدراسة العلمية للغة بعلم اللغويات.
هناك تساؤلات حول فلسفة اللغة نوقشت من قبل جورجياس وبلاتو في اليونان القديمة مثل ما إذا كان للكلمات يمكن أن تعبر عن خبرة ما، فيقول بعض من المفكرين مثل روسو أن اللغة نشئت من العواطف، بينما آخرون مثل كانت يرى أنها نشئت من التفكير العقلاني والمنطقي، ومن فلاسفة القرن العشرين مثل ويتينستاين قد قال بأن الفلسفة هي حقاً دراسة اللغة، وتشمل الشخصيات الرئيسية في علم اللغويات فرديناند دي سوسير، ونوم نشومسكي، وويليام ستوكيو.
يتفاوت تقدير عدد اللغات في العالم بين 5000 و7000 لغة، ومع ذلك فإن أي تقدير دقيق يعتمد جزئيا على التمييز التعسفي بين اللغات واللهجات، فاللغات الطبيعية تكون إما لغة منطوقة أو لغة الإشارة، ولكن يكن ترميز أي لغة إلى وسائل الإعلام الثانوية باستخدام المنبهات السمعية والبصرية أو اللمسية على سبيل المثال، في الكتابة التصويرية، أو طريقة بريل للمكفوفين، أو الصفير، وهذا لأن لغة الإنسان هي لغة مستقلة. ويمكن لمصطلح «اللغة» عندما يستخدم على المفهوم العام أن يرجع إلى القدرة الإدراكية لتعليم واستخدام نظام التواصل المعقد، أو إلى وصف مجموعة من القواعد التي تشكل هذه الأنظمة، أو مجموعة من التصريحات التي يمكن أن تنتج من تلك القواعد اعتمادا على وجهات النظر الفلسفية المتعلقة بتعريف اللغة والمعنى، فتعتمد جميع اللغات على عملية صيرورة العلامات لتشير إلى معاني معينة فتحتوي اللغة المشلفهة أو المنطوقة ولغة الإشارة على نظام صوتي يتحكم بكيفية استخدام الرموز لتشكيل سلاسل تعرف باسم الكلمات أو الصرفية، ونظام نحوي والذي يتحكم بكيفية الجمع بين الكلمات والصرف لتشكل العبارات والأقوال.
لدى لغة الإنسان خصائص عديدة كالإنتاجية، والتكرار، والإزاحة، والتي تعتمد على الاتفاقية الاجتماعية والتعلم. فهي بنية معقدة تتيح الحصول على مجموعة أوسع بكثير من العبارات من أي نظام معروف من التواصل الحيواني، ويعتقد أن اللغة قد نشأت عندما بدأت كائنات شبيهة بالإنسان في وقت مبكر بالتغيير تدريجيا في نظم التواصل الرئيسية، واكتساب القدرة على تشكيل نظرية العقول الأخرى والقصد المشترك، ويعتقد أن هذا التطور في بعض الأحيان قد تزامن مع زيادة في حجم المخ، ويرى الكثير من اللغويين هياكل اللغة بأنها تطورت لتخدم وظائف تواصلية واجتماعية محددة، فتتم معالجة اللغة في العديد من المواقع المختلفة في الدماغ البشري، ولكن خصوصا في مناطق بروكا وفيرنيك، ويكتسب البشر اللغة من خلال التفاعل الاجتماعي في مرحلة الطفولة المبكرة، ويتحدث الأطفال عموما بطلاقة عندما يبلغون ما يقرب الثلاث سنوات من العمر، واستخدام اللغة متأصل في ثقافة الإنسان، بالإضافة إلى استخداماته للتواصل بشكل صارم، وأيضا للغه العديد من الاستخدامات الاجتماعية والثقافية، مثل الدلالة على هوية المجموعة، والطبقات الاجتماعية، وكذلك الاستمالة الاجتماعية والترفيهية.
تتطور اللغات وتتنوع مع مرور الوقت، ويمكن إعادة تاريخ تطورها وبنائها من خلال مقارنة اللغات الحديثة لتحديد سمات لغات أجدادهم التي يجب أن تكون من أجل المراحل التنموية التي يمكن ان تحدث في وقت لاحق، ومن المعروف أن مجموعة من اللغات التي تنحدر من سلف مشترك تندرج كلغة الأسرة مثل عائلة الهندو أوروبية وهي الأكثر انتشارا والتي تشمل لغات عدة مثل الإنجليزية والروسية والهندية، والأسرة بين الصين والتبت، والذي تتضمن الفصحى واللغات الصينية الأخرى، والتبت، وعائلة الأفرو آسيوية، والتي تشمل العربية والصومالية، والعبرية. أيضا لغات البانتو والتي تشمل السواحلية، والزولو، ومئات من اللغات الأخرى المستخدمة في جميع أنحاء أفريقيا. ولغات مالايو-البولينيزية، والتي تشمل الإندونيسية والماليزية والتغالوغ، ومئات من اللغات الأخرى المستخدمة في جميع أنحاء المحيط الهادي. ولغات أسرة درافيديون التي غالبا يتحدث بها جنوب الهند والتي تشمل لغة التاميل والتيلجو. يذهب التوافق الدراسي إلى أن ما بين 50٪ و 90٪ من اللغات التي يتحدث بها في بداية القرن ال21 على وشك أن تنقرض بحلول عام 2100.

## الأصل
وتمثل وظيفة اللغة موضوعا يثير دائما نقاشات جادة. فالبعض يعتقد أن اللغة أولا وقبل كل شيء وظيفة اجتماعية، ففي رأيهم تستعمل اللغة لدعم العلاقات داخل المجموعات البشرية. ويعتقد البعض الآخر أن لها، أولا وقبل كل شيء، وظيفة معرفية؛ ففي رأيهم تستعمل اللغة لتمثيل معلومات وخزنها وإبلاغها. وإلى حد ما، يرتبط موضوع وظيفة اللغة بموضوع آخر هو أصلها.
تختلف نظريات أصل اللغة فيما يتعلق بافتراضاتهم الأساسية حول ماهية اللغة. تعتمد بعض النظريات على فكرة أن اللغة معقدة للغاية بحيث لا يمكن للمرء تخيل أنها تظهر ببساطة من العدم في شكلها النهائي، ولكن يجب أن تكون قد تطورت من النظم السابقة للأنظمة اللغوية بين أسلافنا ما قبل البشر. يمكن أن تسمى هذه النظريات بالنظريات القائمة على الاستمرارية.
إن وجهة النظر المعاكسة هي أن اللغة هي سمة إنسانية فريدة من نوعها بحيث لا يمكن مقارنتها بأي شيء غير موجود لدى البشر وأنه يجب أن تكون قد ظهرت فجأة في الانتقال من مرحلةٍ ما قبل البشر إلى الإنسان البدائي. يمكن تعريف هذه النظريات بأنها قائمة على التوقف. وبالمثل، فإن النظريات المستندة إلى النظرة العامة للغة التي ابتكرها نعوم تشومسكي ترى اللغة في الغالب كمَلَكة فطرية مُرمّزة إلى حدٍ كبير وراثيًا، في حين أن النظريات الوظيفية تعتبرها نظامًا ثقافيًا إلى حدٍ كبير تُعلَّم من خلال التفاعل الاجتماعي.
تشومسكي هو أحد المؤيدين البارزين لنظرية أصول اللغة البشرية القائمة على التوقف حيث يقترح أنه بالنسبة للباحثين المهتمين بطبيعة اللغة إن الحديث عن تطور القدرات اللغوية هو أمرٌ غير مهم، ويقول أيضًا أنه ربما حدثت بعض الطفرات العشوائية وأعادت تنظيم الدماغ.

## الهندسة الفسيولوجية والعصبية للغة والكلام
التحدث هو الأسلوب الافتراضي للغة في جميع الثقافات. يعتمد إنتاج اللغة المحكية على قدرات متطورة للسيطرة على الشفاه واللسان والمكونات الأخرى للجهاز الصوتي، والقدرة على فك شفرة الأصوات الصوتية والجهاز العصبي المطلوب لاكتساب اللغة وإنتاجها. إن دراسة الأسس الوراثية للغة البشرية هي في مرحلة مبكرة حيث إن الجين الوحيد الذي تورط بالتأكيد في إنتاج اللغة هو FOXP2 والذي قد يسبب نوعًا من اضطراب اللغة الخلقية إذا تأثر بالطفرات.

### الدماغ

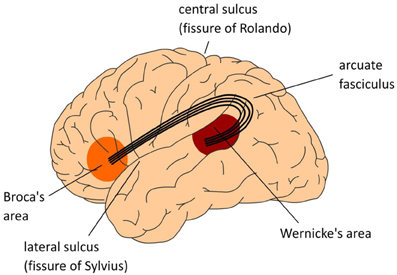
نموذج البيولوجيا العصبية للغة

الدماغ هو مركز التنسيق لجميع الأنشطة اللغوية. إنه يتحكم في كل من إنتاج الإدراك اللغوي والمعنى وآليات إنتاج الكلام. ومع ذلك، فإن معرفتنا بالأسس العصبية للغة محدودة للغاية على الرغم من أنها تقدمت بشكلٍ كبير باستخدام تقنيات التصوير الحديثة. يسمى علم اللغويات المكرس لدراسة الجوانب العصبية للغة بعلم اللغة العصبي.

### تشريح الكلام
تعتمد اللغة المنطوقة على القدرة الجسدية للإنسان على إنتاج صوت، وهي موجة طولية تنتشر عبر الهواء بتردد قادر على اهتزاز طبلة الأذن. تعتمد هذه القدرة على فسيولوجيا أعضاء الكلام البشري. تتكون هذه الأعضاء من الرئتين وصندوق الصوت (الحنجرة) والجهاز الصوتي العلوي ابتداءًا من الحلق والفم والأنف. من خلال التحكم في الأجزاء المختلفة لجهاز الكلام، يمكن التلاعب بالهواء الجوي لإنتاج أصوات كلامية مختلفة.

## بنية اللغة

### علم المعاني
تُعبّر اللغات عن المعنى عن طريق ربط نموذج الإشارة بالمعنى أو محتواه. يجب أن تكون أشكال الإشارات شيئًا يمكن إدراكه مثل في الأصوات أو الصور أو الإيماءات ثم ترتبط بمعنى معين حسب المصطلح الاجتماعي. نظرًا لأن العلاقة الأساسية للمعنى بالنسبة لمعظم العلامات اللغوية تعتمد على التقاليد الاجتماعية، يمكن اعتبار العلامات اللغوية تعسفية بمعنى أن الاتفاقية قد تأسست اجتماعيًا وتاريخيًا وليس عن طريق وجود علاقة طبيعية بين شكل علامة محددة الشكل والمعنى.

### الأصوات والرموز
تُدرس الطرق التي تستخدم بها اللغات الأصوات أو العلامات لبناء المعنى في علم الأصوات. تسمى دراسة كيفية إنتاج البشر وإدراكهم للأصوات بالصوتيات. تسمى الأصوات كجزء من نظام لغوي بالصوتيات التي هي وحدات صوتية مجردة تُعرف بأنها أصغر الوحدات في اللغة التي يمكن أن تعمل على التمييز بين معنى زوج من كلمات مختلفة الحد الأدنى، وهو ما يسمى الزوج الأدنى. تحتوي جميع اللغات المحكية على أصواتٍ من فئتين مختلفتين على الأقل وهم أحرف العلة والحروف الساكنة والتي يمكن دمجها لتشكيل المقاطع.

### قواعد
القواعد هي دراسة كيف يمكن دمج العناصر ذات المغزى والتي تدعى المقاطع داخل لغة ما في الكلام.

#### علم التشكل (المورفولوجيا)
في علم اللغويات، تُسمى دراسة التركيب الداخلي للكلمات المعقدة والعمليات التي تتشكل بها الكلمات بالمورفولوجيا.

#### بناء الجملة
تسمى القواعد النحوية لكيفية إنتاج جمل جديدة من الكلمات المعروفة بالفعل ببناء الجملة.

## تنوع اللغويات

### العائلات اللغوية في العالم
يمكن تجميع لغات العالم في عائلات لغوية تتكون من لغات يمكن إثبات أن لها أصل مشترك. يتعرف اللغويون على مئات العائلات اللغوية على الرغم من أنه يمكن تجميع بعضها في وحدات أكبر كلما توفرت أدلة أكثر مع إجراء دراسات متعمقة.

### تعريض اللغة للخطر
يحدث تعريض اللغة للخطر عندما تتعرض لغة ما لخطر عدم الاستخدام لأن متحدثيها يموتون أو ينتقلون إلى التحدث بلغة أخرى. يحدث فقدان اللغة عندما لا تحتوي اللغة على متحدثين أصليين وتصبح لغة ميتة. إذا لم يتكلم أحد اللغة في النهاية، فستصبح لغة منقرضة.

## تعاريف اللّغة
عرف القدماء اللّغة بأنها أصوات يعبر بها كل قوم عن أغراضهم ولم تستطع التعريفات الحديثة للغة أن تتجاوز هذا التعريف الموضوعي، وأن تعريف اللّغة بوظيفتها يختلف عن تعريفها بحقيقتها وعلاقتها بالإنسان. فاللّغة هي الإنسان، وهي الوطن والأهل، واللّغة هي نتيجة التفكير. وهي ما يتميز بها الإنسان عن الحيوان وهي ثمرة العقل والعقل كالكهرباء تعرفه بأثره، ولا ترى حقيقته.
عرّف علماء النفس اللّغة، فرأوا أنها مجموعة من إشارات تصلح للتعبير عن حالات الشعور، أي عن حالات الإنسان الفكرية والعاطفية والإرادية، أو أنها الوسيلة التي يمكن بواسطتها تحليل أية صورة أو فكرةٍ ذهنيةٍ إلى أجزائها أو خصائصها، والتي يمكنها تركيب هذه الصورة مرّة أخرى بأذهاننا وأذهان غيرنا، وذلك بتأليف كلماتٍ ووضعها في ترتيبٍ خاصٍ.
تنقسم لغات العالم إلى عائلات لغوية، كاللغات الأفريقية الآسيوية واللغات الهندية الأوروبية، حيث تحوي كل منها عددًا من اللغات ذوات الأصول والخصائص المتشابهة. قائمة اللغات حسب عدد متحدثيها: توضح أهم اللغات انتشارا.
- اللغات الاصطناعية: تحاكي الأنظمة اللغوية التي تطورت طبيعيا خلال مده زمنية أطول.
- لغات البرمجة: هي أساليب معيارية لإيصال التعليمات إلى الحواسب.
- اللغويات: وهو علم دراسة اللغات البشرية: تاريخها، وبنائها نحوا وصرفا، ونظم الصوتيات والكتابة فيها.

تستمد الكلمة باللغة الإنجليزية بالأساس من الهندية الأوروبية «نطقا، وخطابا، ولغة» من خلال اللغة اللاتينية واللغة الفرنسية القديمة. وتستخدم الكلمة أحيانا لتشير إلى رموز، والأصفار، وأنواع أخرى من برامج التواصل المصطنع مثل، لغات الحاسوب المحددة رسميا لبرمجة الحاسوب بخلاف اللغات البشرية التقليدية، ففي هذا المعنى هي لغة رسمية ونظام من الإشارات لترميز المعلومات وفكها، فيهتم هذا المقال خصيصا بخصائص اللغة البشرية الطبيعية كما درست في انضباط اللغويات.
وكهدف من دراسة لغوية، لدى «اللغة» معنيان أساسيان، مفهوم مجرد ونظام لغوي معين، على سبيل المثال اللغة الفرنسية حيث قام العالم اللغوي السويسري فيردياند ديسواسور الذي عرف انضباط اللغويات الحديث بوضع التمييز باستخدام الكلمة الفرنسية " langag" للغة كمفهوم، و"langue" كمثل معين لنظام اللغة، و"parole" أي الخطاب لاستخدام محدد لأي حديث في لغة معينة.
يمكن استخدام تعريفات تؤكد جوانب مختلفة من هذه الظاهرة عند التحدث عن اللغة بمفهوم عام، وسوف يتبع هذه التعاريف أيضا مناهج ومفاهيم مختلفة للغة تبلغ عن وجود تعارض مع نظريات لغوية لمدارس مختلفة، فهناك مناقشات عن طبيعة وأصل اللغة ترجع للعالم القديم، فقد ناقش بعض من الفلاسفة اليونانية مثل جورجيس وبلاتو العلاقة بين الكلمات والمفاهيم والواقع، فقد قال جورجيس أنه يمكن للغة أن تمثل أيا من التجربة الموضوعية لا الخبرة الإنسانية وأن ذلك التواصل والحقيقة هو بالتالي أمر مستحيل، بينما أقر بلاتو برأيه وهو أن التواصل ممكن لأن اللغة تمثل الأفكار والمفاهيم التي توجد بشكل مستقل في اللغة وما قبلها.
خلال عصر التنوير الفلسفية ومناقشاته حول أصول الإنسان، أصبح من المألوف التكهن حول أصل اللغة. فتجادل المفكرين مثل روسو وهردر أن اللغة قد نشأت في التعبير الغريزي من العواطف، وأنه كان في الأصل أقرب إلى الموسيقى والشعر من على التعبير المنطقي التفكير العقلاني، فعقد فلاسفة العقلانية مثل كانت وديكارت وجهة النظر المقابلة. بدأ المفكرون يتساءلون حول منعطف القرن العشرين عن دور اللغة في تشكيل تجاربنا في العالم التساؤل عما إذا كانت اللغة تعكس ببساطة الهيكل الموضوعي للعالم، أو ما إذا كانت تخلق المفاهيم وأنها بدورها تفرض على تجربتنا من العالم الموضوعي، فقد أدى هذا إلى السؤال عما إذا كانت المشاكل الفلسفية هي في الواقع أولا مشاكل لغوية، فإذا كانت من وجهة النظر وأن اللغة تلعب دورا هاما في خلق وتداول المفاهيم، وأن دراسة الفلسفة هي في الأساس دراسة اللغة، مرتبطة مع ما كان يطلق عليه اللغوي والفيلسوف فيتجنشتاين في فلسفة القرن العشرين. فتبقى هذه المناقشات حول اللغة فيما يتعلق بالمعنى والإشارة، والإدراك والوعي أكثر نشاطا اليوم.
القدرة العقلية، والعضوية أو المقدرة الطبيعية (الغريزة)
تعريف واحد يرى أن اللغة بالدرجة الأولى هي القدرة العقلية التي تسمح للبشر بإجراء السلوك اللغوي لتعلم اللغات وإنتاج الكلام وفهمه فيؤكد هذا التعريف على عالمية اللغة لجميع البشر، ويقول أنصار الرأي بأن حمله لاكتساب اللغة هو فطري في الإنسان وأن هذا مدعوم بحقيقة وأن البيئة تؤثر على جميع الأطفال العاديين معرفيا حيث يتم الوصول إلى اللغة والحصول عليها دون تعليمات رسمية. وقد تتطور اللغات حتى بشكل عفوي في البيئات التي يعيش فيها الناس أو يكبرون معا بدون لغة مشتركة، وعلى سبيل المثال، لغات الكريول طورت بعفوية لتصبح لغة إشارة مثل لغة الإشارة نيكاراغوا، فمن وجهة هذه النظر والتي يمكن أن ترجع إلى الفلاسفة مثل كانت وديكارت توضح بأن اللغة يمكن أن تكون فطرية إلى حد كبير، على سبيل المثال، نظرية تشومسكي للقواعد العالمية أو نظرية "innatist" المتطرفة للفيلسوف الأمريكي جيري فودور، وغالباً ما تطبق هذه الأنواع من التعاريف الواردة في دراسات اللغة في إطار العلوم المعرفية وفي لغويات عصبية.
النظام الرمزي الرسمي
تعريف آخر يرى أن اللغة هي نظام رسمي من الإشارات محكم بمجموعة من القواعد النحوية لتواصل المعنى، ويؤكد هذا التعريف بأن لغات البشر يمكن أن توصف على أنها نظم تركيبية مغلقة تتضمن قواعد تشير إلى علامات خاصة إلى معاني معينة، فقد كان فرديناند دي سوسير أول من وضع هذه النظرية البنيوية للغة وتظل هذه النظرية نظرية تأسيسية للعديد من مناهج اللغة.
فقد دعم بعض من الأنصار أو المؤيدين لنظرية سوسير للغة بمنهج رسمي يدرس تركيب اللغة عن طريق تحديد عناصر أساسياتها ومن ثم تقديم حساب رسمي للقواعد وفقا للتي تجمع بين العناصر بغرض تشكيل الكلمات والجمل، فيعد نوم تشومسكي هو المؤيد الرئيسي لهذه النظرية وهو المنشئ للنظرية التوليدية من النحو والذي يعرف اللغة على أنها بناء الجمل التي يمكن إنشاؤها باستخدام قواعد النحو التحويلي. ويرى تشومسكي هذه القواعد على أن تكون سمة فطرية للعقل البشري وتشكل ماهي أساسيات اللغة، وعلى النقيض من ذلك قواعد النحو التحويلي التي تستخدم عادة لتوفير التعاريف الرسمية للغة وتستخدم عادة في المنطق الصوري، وفي نظريات رسمية لقواعد اللغة، وفي تطبيقها اللغويات الحاسوبية، وقد وضعت وجهة نظر المعنى اللغوي كما أنه يقيم في العلاقات المنطقية بين الطروحات والواقع في فلسفة اللغة من خلال الفلاسفة مثل ألفريد تارسكي، وبرتراند راسل، وآخرين من المنطقيين الرسميين.
أداة للتواصل
هنالك تعريف آخر أيضا يرى أن اللغة نظام للتواصل يمكن أن يتبادل البشر الكلام اللفظي أو الرمزي، وهذا التعريف يؤكد على الوظائف الاجتماعية للغة، والحقيقة هي أن البشر يستخدمون اللغة للتعبير عن أنفسهم والتعامل مع الأشياء في البيئة المحيطة بهم. وتوضح النظريات الوظيفية للقواعد التراكيب النحوية من وظائفها التواصلية وفهم التراكيب النحوية للغة لتكون نتيجة لعملية التكيف النحوية ومصممة لتلبية الاحتياجات التواصلية لمستخدميها.
ويرتبط هذا الرأي للغة مع دراسة اللغة في أطر عملية ومعرفية، وتفاعلية، وكذلك في علم اللغة الاجتماعي وعلم الإنسان اللغوي. فتميل النظريات الوظيفية إلى دراسة القواعد كظواهر حيوية، وتراكيب تكون دائما في عملية تغيير كما تستخدم من قبل الناطقين بها. ويضع هذا الرأي أهمية على دراسة تصنيف لغوي، أو تصنيف اللغات وفقا لسمات هيكلية، كما يمكن إثبات أن عمليات النحو تميل إلى اتباع المسارات التي تعتمد جزئيا على التصنيف. وكثيرا ما ترتبط وجهات النظر البراغماتية في فلسفة اللغة كعنصر أساسي للغة والمعنى مع أعمال فيتجنشتاين اللاحقة ومع فلاسفة اللغة العادية مثل أوستن، وبول جرايس، وجون سيرل، وكواين.